# Dobrkov

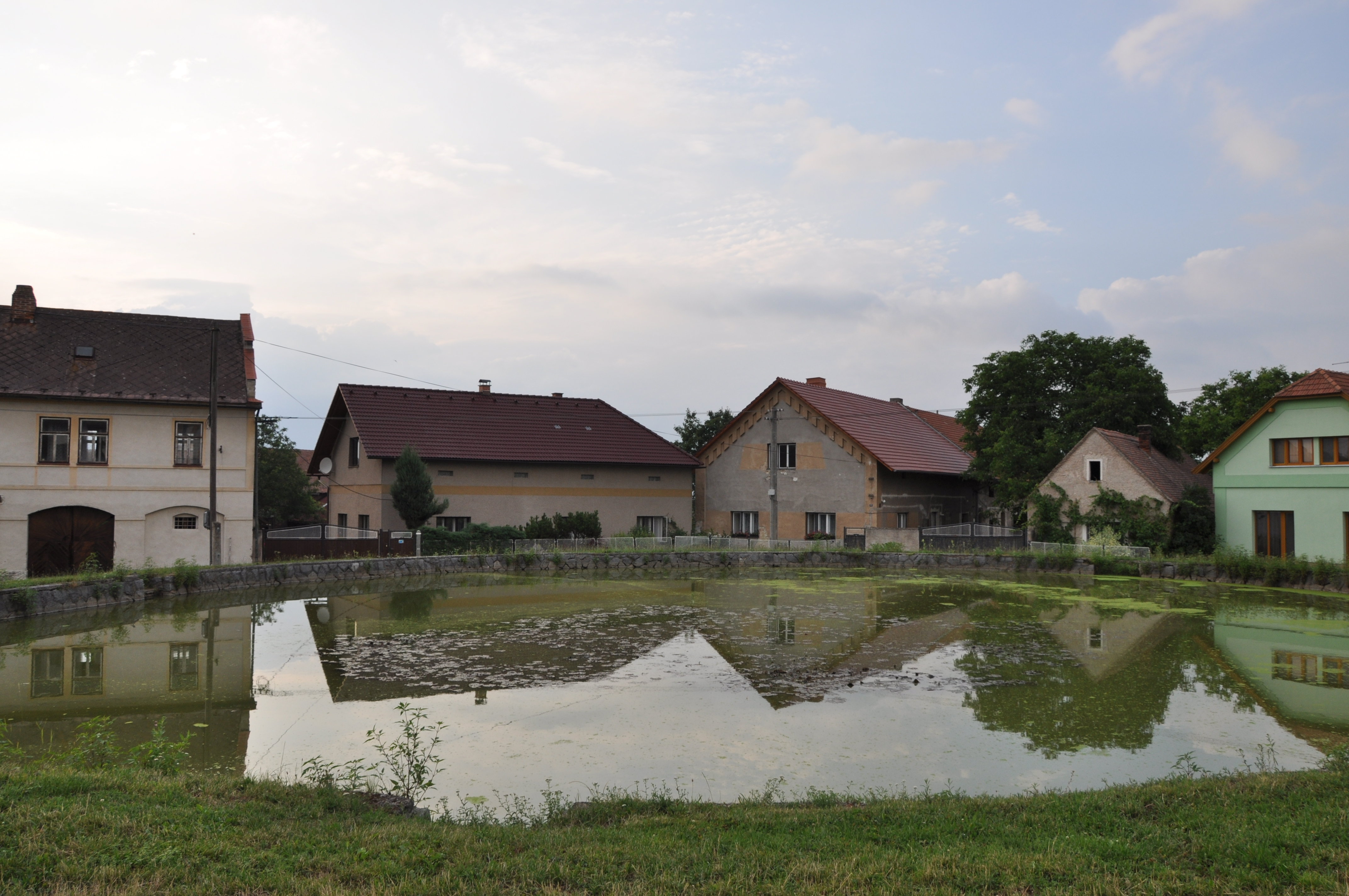
Dorfplatz

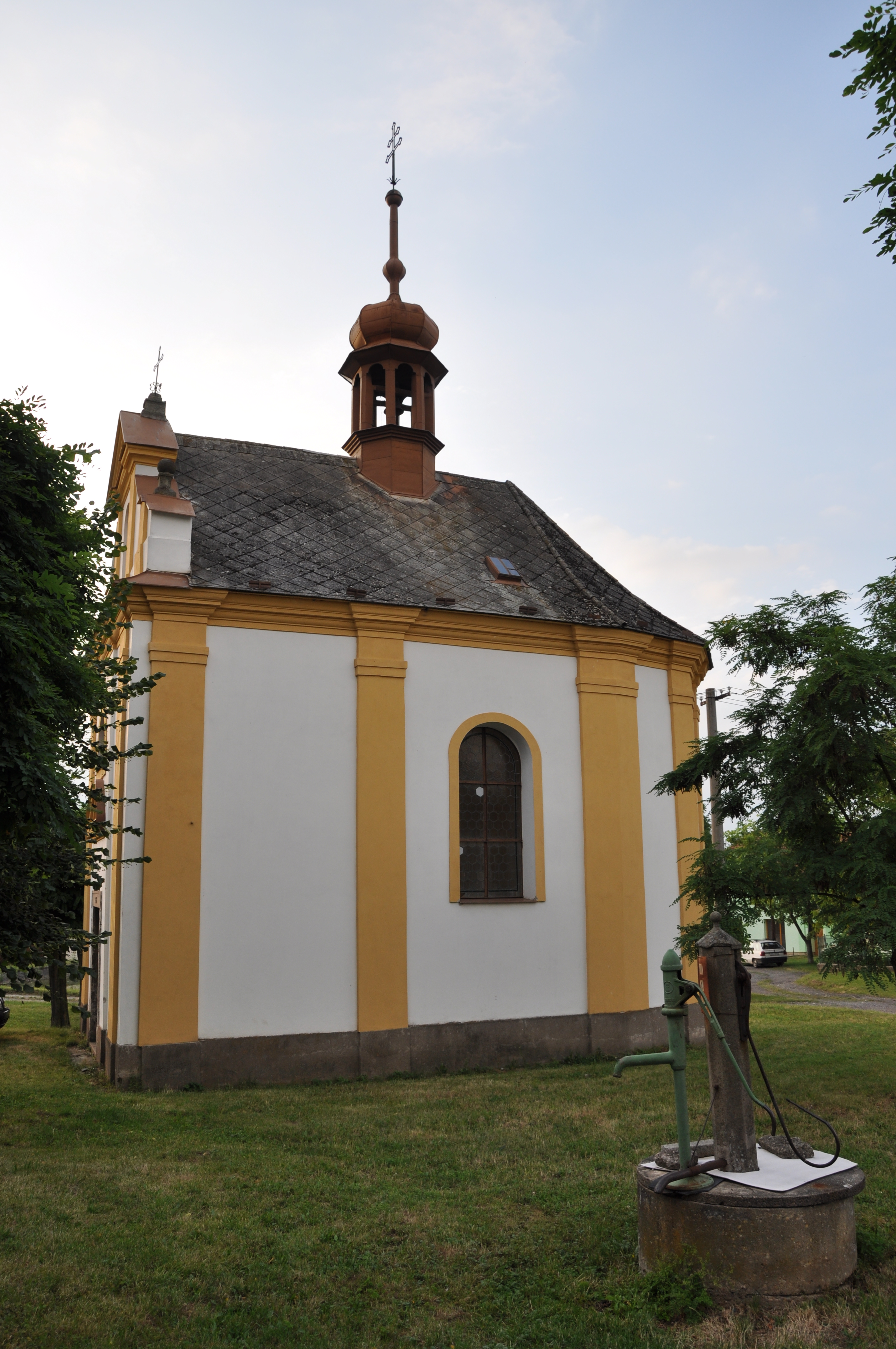
Kapelle der hl. Familie

Dobrkov (deutsch Dobrkow, 1939–45 Doberkau) ist ein Ortsteil der Stadt Luže in Tschechien. Er liegt zweieinhalb Kilometer westlich von Luže und gehört zum Okres Chrudim.

## Geographie
Der Rundling Dobrkov befindet sich linksseitig über dem Tal des Baches des Anenský potok in der Štěpánovská stupňovina (Stiepanower Stufenland bzw. Flözgebirge). Durch den Ort verläuft die Staatsstraße II/356 zwischen Chrast und Luže. Nordöstlich erhebt sich der Dobrkovský kopec (338 m n.m.), im Süden der Hroubovický kopec (351 m n.m.).
Nachbarorte sind Bor u Chroustovic im Norden, Zalažany, Martinice und Lozice im Nordosten, Radim und Horní Radim im Osten, Bělá im Südosten, Hroubovice im Süden, Podhora, Chacholice und Podlažice im Südwesten, Kadaň, Chrast und Chrašice im Westen sowie Rosice, Horní Seslávky und Synčany im Nordwesten.

## Geschichte
Die erste urkundliche Erwähnung von Dobrkov erfolgte 1349 als Besitz des Klosters Podlažice. Nach dem Ende der Hussitenkriege und dem Zerfall des Klosterbesitzes wurde Dobrkov Teil der Herrschaft Chrast. Die Herrschaft wurde nach der Schlacht am Weißen Berg aus dem Besitz der Margareta verw. Slavata von Chlum und Koschumberg, geb. Smiřický von Smiřice konfisziert und der königlichen Kammer unterstellt. Diese schickte eine Militärabteilung nach Dobrkov, um die Rekatholisierung der protestantischen Einwohner gewaltsam durchzusetzen. Aus der berní rula von 1654 geht hervor, dass das Dorf nach dem Dreißigjährigen Krieg nur noch aus zwei Bauern und vier Chalupnern bestand; der Herrenhof und ein Bauerngut lagen wüst. Im Jahre 1656 kaufte König Ferdinand III. die Herrschaften Chrast und Auřetitz für 88.000 Gulden von Anna Eusebia von Harrach als Gründungsdotierung für das neu zu errichtende Bistum Königgrätz zurück. Zum Ende des 18. Jahrhunderts standen in Dobrkov 26 Häuser. In den Jahren 1833–1835 wurde die Kapelle auf dem unteren Dorfplatz gebaut.
Im Jahre 1835 bestand das im Chrudimer Kreis gelegene Dorf Dobrkow aus 33 Häusern, in denen 190 Personen lebten. Pfarrort war Lusche. Bis zur Mitte des 19. Jahrhunderts blieb Dobrkow der Herrschaft Chrast untertänig.
Nach der Aufhebung der Patrimonialherrschaften bildete Dobrkov ab 1849 einen Ortsteil der Gemeinde Radim im Gerichtsbezirk Chrudim. Ab 1868 wurde Dobrkov mit Podhůrka zu einer eigenen Gemeinde im politischen Bezirk Chrudim. 1869 hatte Dobrkov 246 Einwohner und bestand aus 37 Häusern. Die Freiwillige Feuerwehr wurde 1885 gegründet, sie bestand bis in die zweite Hälfte des 20. Jahrhunderts. Im Jahre 1890 lebten in den 38 Häusern von Dobrkov 236 Personen, davon standen sechs Häuser mit 37 Einwohnern im Ortsteil Podhůrka. 1919 begann die Elektrifizierung der Gemeinde. Im 20. Jahrhundert wurde die Rotte Podhůrka in Podhora umbenannt. 1930 hatte Dobrkov 194 Einwohner. Am 30. April 1976 erfolgte die Eingemeindung nach Luže. Beim Zensus von 2001 lebten in den 38 Häusern von Dobrkov 74 Personen.

## Ortsgliederung
Zu Dobrkov gehört die Rotte Podhora.
Der Ortsteil bildet einen Katastralbezirk.

## Sehenswürdigkeiten
- Kapelle der hl. Familie auf dem unteren Dorfplatz, erbaut 1833–1835 als Zeichen des Danks der Gemeinde für die Verschonung von der Cholera. Da sich 180 der Einwohner nicht am Bau beteiligen wollten, war die Kapelle nach ihrer Fertigstellung zunächst Privatkapelle von 10 Gehöften. Im Jahre 1912 ging sie in das Eigentum der Gemeinde über.
- Gusseisernes Kreuz mit Sandsteinsockel, auf dem oberen Dorfplatz
- Hölzerner Aussichtsturm Jahůdka, östlich des Dorfes, errichtet 2008[4]